# 正田満三郎
正田 満三郎（しょうだ まんさぶろう 1907年 - 没年不明）は、日本の裁判官、法学者。

## 来歴・人物
群馬県館林生まれ。東京府立一中、第一高等学校 (旧制)、1931年東京帝国大学法学部卒業。1937年判事任官。東京区裁判事、松江・岡山・東京地裁判事を経て、1952年に最高裁事務総局刑事局第一課長。1958年東京地裁判事、1967年12月に退官。
在任中に「判例時報」などで共犯と予備犯に関する論文を著し、とくに予備犯に関しては唯一の他人予備肯定説を採ることで知られている。

## 著書
- 『弁論 法律実務講座刑事法第六巻』（有斐閣）
- 『刑法における犯罪論の批判的考察』（一粒社、1962年）
- 『責任と処罰の連鎖 罪数論を中心として-』（有斐閣、1968年）
- 『犯罪論域問』（一粒社、1969年）